# Jill (voornaam)
Jill is een Engelse meisjesnaam, een korte vorm van de naam Jillian (Gillian), die op zijn beurt zijn oorsprong kreeg van de Middelengelse variant van Juliana (de vrouwelijke vorm van de naam Julian). In Nederland komt deze naam weinig voor. In 2002 kwam Jill voor het eerst in de populariteitslijst van het Meertens Instituut voor.

## Bekende naamdraagsters
- Jill Biden (1951), van 2009 tot 2017 de Second Lady en vanaf 2021 de First Lady van de Verenigde Staten
- Jill Clayburgh (1944-2010), Amerikaans actrice
- Jill Craybas (1974), Amerikaans proftennisster
- Jill Hennessy (1968), Canadese actrice
- Jill Ireland (1936–1990), Brits actrice
- Jill Johnson (1973), Zweeds pop- en countryzangeres.
- Jill Scott (1972), Amerikaanse zangeres
- Jill St. John (1940), Amerikaanse actrice